# Ihor Kostenko
Ihor Kostenko, ukrainska Ігор Ігорович Костенко, född den 31 december 1991 i Zubrets, Buchach Raion, Ukraina, var en ukrainsk journalist och Euromajdan-aktivist. Kostenko var aktiv inom ukrainskspråkiga Wikipedia och blev skjuten under en protest i Kiev den 20 februari 2014.
Kostenko tilldelades utmärkelsen Årets Wikimedian postumt 2014, liksom den högsta nationella titeln "Hjälte av Ukraina",  Герой України (transkriberat Heroy Ukrayiny).